# LE-8
LE-8は、GXロケットの第2段用に宇宙航空研究開発機構（JAXA）と石川島播磨重工業（現・IHI）が設計開発した、推力10 t級液体ロケットエンジンである。
推進剤の酸化剤に液体酸素（LOX）を、燃料に液化天然ガス（LNG）を使用し、宇宙機用のLNG推進系の実用化を目指したが、GXロケットの開発中止により実用化には至らず、搭載機が未確定となっても開発が続けられた。

## 推進系の特徴

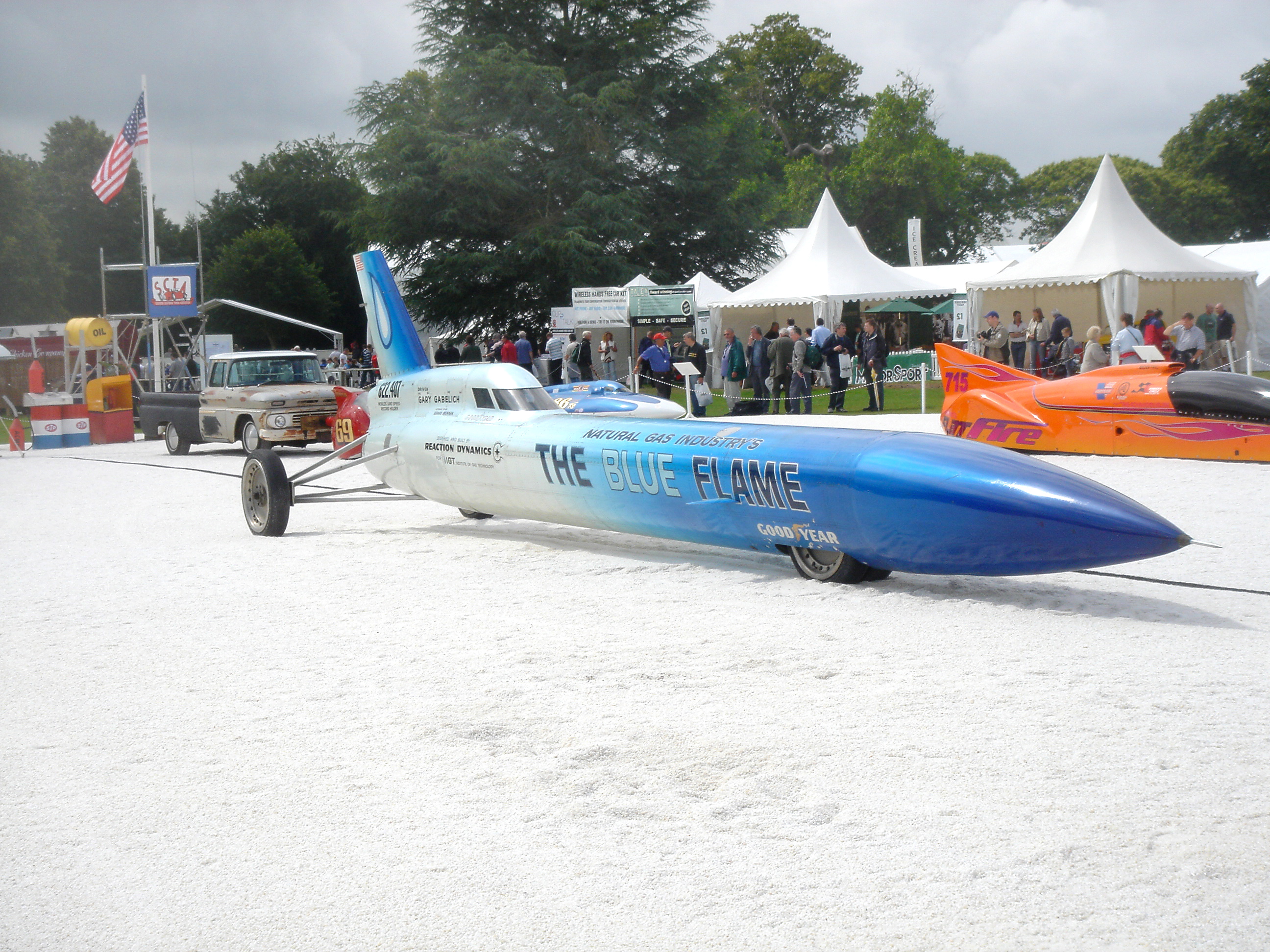
液化天然ガスを推進剤として1970年10月23日に1014.513 km/hの世界記録を樹立したブルー・フレーム

LNGの主成分である液体メタンを燃料として使用した場合、LOX/ケロシン推進系と比較して比推力が10秒高く、沸点が91Kの液体酸素と近い110Kであるため、タンクの推進剤間の断熱が不要である。またLOX/液体水素推進系と比較して液体水素よりも密度が大きいためタンクを小型化でき、液体水素よりも沸点が高く、断熱が容易である。加えて、燃料を供給するターボポンプの液体酸素ポンプとの断熱が不要で同軸上に配置する事が可能になり、小型化が可能である。
液体メタンは液体水素よりも入手が容易かつ廉価で、充填時に気化する量が減り、爆発などの危険性が低く安全性が高いため、扱いも容易である。液体水素よりも蒸発しにくく宇宙空間での長期保存が可能で、マーズ・ダイレクトにて提案されたように火星の二酸化炭素が主成分の大気と水素からサバティエ反応によりメタンを生成することも可能である。これらの特徴から、将来の軌道間輸送機や惑星探査機への採用が有望視されている。
LNGを燃料とした場合、液体メタンと同様の特徴を持つが、LE-8の燃料には精製され割高な液体メタンではなく、より価格の安いLNG（アラスカ産）を採用した。
これまで、天然ガスをロケットエンジンの燃料として使用する試みは各国で実施されており、1970年10月23日にユタ州で速度記録樹立用の自動車であるブルー・フレームが当時の地上最速世界記録である1014.513 km/h (630.388 mph)の記録を樹立し、その後27年間、世界記録を保持する等、一部の国では既に一定の実績があった。
ブルーオリジンのBE-4やスペースXのラプターのように現在、液化メタンを推進剤とするロケットエンジンの開発が各国で進められており、21世紀における2液系推進剤の新たな潮流になりつつある。LE-8自体は実用化には至らなかったが、液体水素推進系におけるES-702に相当する役割を担い、今後の高推力LNG推進系を開発する上で不可欠な多くの知見が得られた。JAXAはGXロケット中止後もこの推進系の開発を続けている。

## 開発概要
GXロケットの開発開始に伴い、並行して開発が開始された。GXロケットの2段目に使用されるLNG推進系は打ち上げ機の用途としては世界初の実用化の試みだった。一般的にロケットの開発工程においてロケットエンジンの開発はロケット本体よりも開発期間を要するため、先駆けて開発が進められるが、LE-8の開発ではほぼ同時期に開発が開始された。新型ロケットエンジンの開発では一般的に推進剤の特性に応じた燃焼室、推進剤噴射装置の開発が不可欠なため、要素技術の開発が予め進められている。しかし、2000年代初頭の時点においてLNG推進系に関する国内での知見は、LE-7開発時に燃焼器の基礎燃焼試験をした程度で乏しかった。やがてこれが後の開発に影響を及ぼすことになる。
| 開発当初の主要諸元 | 開発当初の主要諸元   |
| ------------------ | -------------------- |
| 真空中推力         | 97 kN (10tf)         |
| 真空中比推力       | 345 秒±5秒           |
| 燃焼圧力           | 0.98 MPa (10kgf/cm2) |
| 推薬混合比         | 3.5                  |
| 燃焼時間           | 535秒以上            |
| 再着火回数         | 2回以上              |

エンジンサイクルは当初は機構が単純で開発費が少なく、同時に高信頼性が期待できる圧送式サイクルで進められていたが、より高性能化が期待できるガス発生器サイクルに切り替えられた。推力室はアブレーション冷却とし、燃料噴射器はLE-5Bなどに使われる同軸型の噴射器ではなく衝突型の噴射器を採用した。当初は圧送式サイクルで開発していたため、他のエンジンサイクルと比較して燃焼圧力が低く、相対的に比推力が低下するが、燃料タンクに軽量で高強度の複合材タンクを採用すること、エンジンからガス発生器やターボポンプを省略することで、2段目全体の質量を軽くし能力低下を補う予定だった。なお、LE-8エンジンには再着火機能、出力調整機能は無い。
開発時には燃焼圧の変動等の問題も発生し、一時期は完成が危ぶまれたが、関係者の尽力により、2009年（平成21年）7月に実施された実機型エンジンの燃焼試験では、実飛翔秒時のテストも終了し、エンジン開発には一応の目処が立った。
|                         | LE-8実機型エンジン (推定値含む)     |
| ----------------------- | ----------------------------------- |
| エンジンサイクル        | ガスジェネレータサイクル            |
| 燃焼室冷却方式          | アブレーション                      |
| 推進剤                  | 液化天然ガス (LNG) / 液体酸素 (LOX) |
| 真空中推力              | 107 kN                              |
| 真空中比推力            | 314～316 秒                         |
| 燃焼圧力                | 1.2 MPa                             |
| 推薬混合比              | 2.93                                |
| ノズル開口比            | 42                                  |
| LOX側ターボポンプ回転数 | 16,700 rpm                          |
| LNG側ターボポンプ回転数 | 14,100 rpm                          |
| 重量                    | 460 kg                              |

GXロケットの第2段用エンジンにはブーストポンプ・アブレータ冷却式のLE-8と平行して、ターボポンプ・再生冷却式のエンジンの開発も行われていた。これは当初からの予定であると共に、前述の問題によりこのロケットの打ち上げ能力が計画より低下したため、より高性能な新エンジンで能力の向上を図るためでもある。当初の計画では、アブレータ冷却のエンジンで数回運用した後に再生冷却式エンジンに切り替えるという構想であったが、後に1号機から再生冷却型のエンジンを使用する方針に変更され、上記のブーストポンプ・アブレータ冷却式のエンジンは、この再生冷却式エンジンの開発が不調に終わった場合のバックアップと位置付けられた。
これまでに経験の無い燃料のロケットエンジンを開発する場合、一般的には10年の歳月を要する。事実上、先行機のないLE-8は、一部に開発が遅延したとの見方があるものの、他に類を見ない短期間で開発された。しかし、再生冷却型のエンジンのバックアップと位置付けられたことや、GXロケットの開発自体が中止となったことから、実際に使用するタンクでの試験などは行われていない。

## 関連するエンジン
GXロケットの第2段用エンジンを開発していたIHIエアロスペースは、2011年においても独自にガス発生器サイクルでターボポンプ・再生冷却型、推力100kN程度のLNGエンジンの開発を行っている。
JAXAとIHIエアロスペースはLE-8エンジンの開発終了後も、その技術を基にイプシロンロケットの最終段や海外のロケット等にも使える「汎用性のあるLNGエンジン」の研究を続け、2012年にNASAの研究中のLNGエンジンの性能を上回るLNGエンジンの基盤技術を確立した。
2020年、インターステラテクノロジズ（IST）は、ZEROロケット用に新規開発するエンジンの燃料にLNGを採用することを発表した。ISTとJAXAは「宇宙イノベーションパートナーシップ」（J-SPARC）で協力関係にあるため、JAXAのLNGエンジン開発の経験が強みになると期待されている。
2023年7月12日、中国の民間企業ランドスペース社が、メタンを使用する天鵲12エンジンの朱雀2号により世界で初めてメタン使用ロケットによる衛星の軌道投入に成功した。